# Hypsicratea

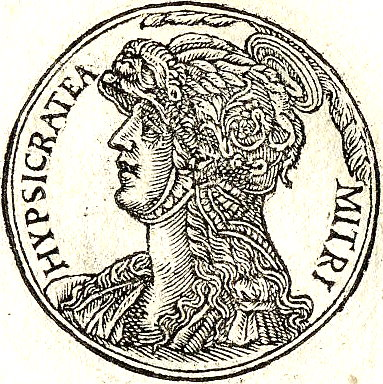
Hypsicratea

Hypsicratea, levde 63 f.Kr., var en drottning av Pontus genom äktenskap med Mithridates VI Eupator av Pontus. Hon är Mithridates kanske mest kända maka, då hon utbildade sig militärt och deltog i strid vid hans sida. 
Hon var först konkubin, och blev därefter Mithridates sjätte och mest berömda maka. Ingenting nämns om hennes bakgrund innan hon blev hans maka, men hon har föreslagits vara från Krim. Hon nämns endast i slutet av hans liv. 
Hon ska ha förklarat att hennes lycka fanns där Mithridates fanns, och för att kunna följa honom överallt lärde hon sig stridsteknik, klädde sig som en man och följde honom ut i strid då han nedslog uppror och förde krig mot Rom. Hon deltog aktivt som soldat i striden på slagfältet och behärskade yxa, lans, svärd och bågskytte. 
Då Mithridates besegrades av Pompejus i slaget vid Lycus år 63 f.Kr. bröt hon igenom dennes blockad för att kunna följa Mithridates i hans exil till Svarta havet. Hon nämns inte någonstans efter detta, men uppges ibland ha dött under belägringen av Phanagoria senare samma år.